# Mesochorus magnus
Mesochorus magnus is een insect dat behoort tot de orde vliesvleugeligen (Hymenoptera) en de familie van de gewone sluipwespen (Ichneumonidae). De wetenschappelijke naam van deze soort werd voor het eerst officieel gepubliceerd door Dasch in het jaar 1974.